# Echidnopsis inconspicua
Echidnopsis inconspicua är en oleanderväxtart som beskrevs av Peter Vincent Bruyns. Echidnopsis inconspicua ingår i släktet Echidnopsis och familjen oleanderväxter. Inga underarter finns listade i Catalogue of Life.